# یعقوبی‌گرایی
یعقوبی‌گرایی (به انگلیسی: Jacobitism)، 
(به گیلی اسکاتلندی: Seumasachas) (به ایرلندی: Seacaibíteachas) یک جنبش سیاسی در بریتانیا و ایرلند بود که با هدف بازگرداندن کاتولیک رومی به دودمان استوارت و جیمز دوم پادشاه انگلستان و سپس به جانشینان او به تاج و تخت انگلستان، اسکاتلند و ایرلند به‌وجود آمده‌بود. جنبش نام خود را از یاکوبوس (Jacobus)، فرم رنسانس لاتین «Iacomus»، صورت اصلی لاتین «جیمز» گرفت. پیروان یعقوبی‌گرایی علیه دولت بریتانیا در چندین مورد بین سال‌های ۱۶۸۸ و ۱۷۴۶ شورش کردند.
در پی برکناری جیمز دوم در سال ۱۶۸۸ و جانشینی مشترک دخترش ماری دوم، و همسر او ویلیام سوم (پسر عموی درجهٔ اول او و برادرزاده جیمز) بر بریتانیا، خاندان استوارت در تبعید زندگی می‌کردند. گاهی از سوی آن‌ها و پشتیبانانشان برای به دست آوردن دوبارهٔ تاج و تخت تلاش‌هایی صورت می‌گرفت. مواضع قدرت یعقوبی‌گرایان بخش‌هایی از ارتفاعات اسکاتلند و دشت شمال شرق اسکاتلند، ایرلند، و بخش‌هایی از انگلستان شمالی (عمدتاً در شهرستان نورث‌آمبرلند و لانکاشر) بود. پشتیبانی قابل توجهی نیز در ویلز و جنوب غرب انگلستان وجود داشت.